# Julie McNiven
Julie McNiven (ur. 11 października 1980 w Amherst) – amerykańska aktorka, która wystąpiła m.in. w serialach Mad Men, Nie z tego świata i Doom Patrol.

## Filmografia

### Filmy
| Rok  | Tytuł                          | Rola            | Uwagi       |
| ---- | ------------------------------ | --------------- | ----------- |
| 2005 | Dangerous Crosswinds           | Sue Barrett     |             |
| 2006 | Doses of Roger                 | Anna            | krótkometr. |
| 2007 | Go Go Tales                    | Madison         |             |
| 2008 | Bluff Point                    | Girl            | krótkometr. |
| 2009 | The Cave Movie                 | Julie           |             |
| 2010 | Failing Better Now             | Anna            |             |
| 2010 | Office Politics                | Tess            | krótkometr. |
| 2010 | Sodales                        | Mom             | krótkometr. |
| 2012 | Coffees                        | Jessica         | krótkometr. |
| 2012 | Soylent                        | Shelley         | krótkometr. |
| 2013 | The Caterpillar's Kimono       | Helen           |             |
| 2013 | Screwed                        | Emma            |             |
| 2014 | The Possession of Michael King | Beth King       |             |
| 2016 | Injection                      | Claudia Fischer | krótkometr. |
| 2017 | The Babymoon                   | Hanna           |             |
| 2018 | The Neighbourhood Nightmare    | Lindsay Porter  | film TV     |
| 2018 | A Christmas Arrangement        | Natalie         | film TV     |
| 2019 | The Naughty List               | Blythe Freeman  | film TV     |
| 2020 | Heart to Heart                 | Juley           |             |
| 2021 | The Sleeping Negro             | White Woman     |             |

### Seriale
| Rok       | Tytuł                       | Rola            | Uwagi   |
| --------- | --------------------------- | --------------- | ------- |
| 2007–2009 | Mad Men                     | Hildy           | 20 odc. |
| 2008–2010 | Nie z tego świata           | Anna Milton     | 6 odc.  |
| 2009      | Gotowe na wszystko          | Emily Portsmith | 2 odc.  |
| 2010–2011 | Gwiezdne wrota: Wszechświat | Ginn            | 8 odc.  |
| 2012      | Book Club                   | Aubrey          | 7 odc.  |
| 2019–2020 | Doom Patrol                 | Cheryl Trainor  | 6 odc.  |
| 2020      | Gods of Medicine            | Sarah Foster    | 2 odc.  |

McNiven grała też w wielu pojedynczych odcinkach seriali, m.in. Dr House, Agenci NCIS, Fringe: Na granicy światów.